# Liste der Bischöfe von Leicester
Die Liste der Bischöfe von Leicester stellt die bischöflichen Titelträger der Church of England, der Diözese von Leicester, in der Province of Canterbury dar.
| Liste der Bischöfe von Leicester | Liste der Bischöfe von Leicester | Liste der Bischöfe von Leicester | Liste der Bischöfe von Leicester                           |
| -------------------------------- | -------------------------------- | -------------------------------- | ---------------------------------------------------------- |
| Von                              | Bis                              | Name                             | Anmerkungen                                                |
| 1927                             | 1940                             | Cyril Bardsley                   | vorher Bischof von Peterborough                            |
| 1940                             | 1953                             | Guy Smith                        | vorher Bischof von Willesden                               |
| 1953                             | 1979                             | Ronald Williams                  |                                                            |
| 1979                             | 1991                             | Richard Rutt                     | vorher Bischof von Saint Germans                           |
| 1991                             | 1999                             | Thomas Frederick Butler          | vorher Bischof von Willesden, danach Bischof von Southwark |
| 1999                             | 2015                             | Tim Stevens                      | vorher Bischof von Dunwich                                 |
| 2016                             | Gegenwart                        | Martyn Snow                      | vorher Bischof von Tewkesbury                              |